# Tomaszewo (powiat szamotulski)
Tomaszewo – osada leśna i leśniczówka w Polsce położona w województwie wielkopolskim, w powiecie szamotulskim, w gminie Wronki.

## Położenie
Osada leży przy leśnym trakcie do Dębogóry, ok. 3 km na zach. od przejazdu kolejowo-drogowego w Mokrzu. 
W latach 1975–1998 miejscowość należała administracyjnie do województwa pilskiego.

## Pomniki
Przy leśniczówce rośnie grupa drzew uznanych za pomnik przyrody. Na terenie osady stoi też niewielki pomnik przy tzw. Dębie Spalskim, który został posadzony w 1934 na pamiątkę rocznicy obchodów dnia św. Huberta w Spale w 1933.